# Districte de Liborna
El Districte de Liborna és un districte francès del departament de la Gironda, a la regió de la Nova Aquitània. Està format per 9 cantons i 129 municipis. El cap del districte és Liborna.

## Cantons
- cantó de Brana
- cantó de Castilhon de Dordonha
- cantó de Coutras
- cantó de Fronçac
- cantó de Guîtres
- cantó de Liborna
- cantó de Lussac
- cantó de Pujòus
- cantó de Senta Fe la Granda